# مادر (فیلم ۱۹۵۵)
مادر (روسی: Мать) یک فیلم درام به کارگردانی مارک دانسکوی است که محصول سال ۱۹۵۵ اتحاد شوروی است.